# 2 Dywizja Grenadierów „Littorio”
2 Dywizja Grenadierów „Littorio” (wł. 2 Divisione Granatieri „Littorio”) – jednostka wojskowa Sił Zbrojnych Włoskiej Republiki Socjalnej istniejąca pod koniec II wojny światowej.

## Historia
Po ogłoszeniu przez Włochy rozejmu 8 września, a następnie powstaniu Włoskiej Republiki Socjalnej 15 września 1943, rozpoczęło się tworzenie jej sił zbrojnych. Niemcy zgodzili się na sformowanie czterech dywizji wojsk lądowych. Jako druga dywizja powstawała Dywizja Grenadierów „Littorio”. Nazwa ta została nadana bardziej dla wzmocnienia morale żołnierzy włoskich na podobieństwo niemieckich dywizji grenadierów pancernych, gdyż jednostka była zorganizowana, jak zwykła dywizja piechoty. Formowanie rozpoczęło się pod koniec lutego 1944 r. Na czele dywizji stanął płk Tito Agosti. Liczyła ona ok. 18,5 tys. ludzi. Utworzono dwa pułki piechoty i pułk artylerii oraz pododdziały wsparcia i służb. Włosi przeszli szkolenie wojskowe w Sennelager w Niemczech. 25 sierpnia przeniesiono ich do Poligon Heuberg i Münsingen, zamieniając się z Dywizją Alpejską „Monterosa”, która w tym czasie powróciła do Włoch. Pod koniec października zakończyło się szkolenie, zaś w listopadzie dywizja została przetransportowana do ojczyzny, trafiając na Linię Gotów. Niemcy zamierzali ją wykorzystać na tyłach do zadań antypartyzanckich i ochrony linii komunikacyjnych, ale sprzeciwił się temu mianowany generałem T. Agosti. Po interwencji ministra obrony RSI marszałka Rodolfo Grazianiego dywizję skierowano na pierwszą linię frontu. 2 grudnia Włosi obsadzili pozycje na granicy włosko-francuskiej w Alpach na odcinku od Cima del Diavolo do Mount Monviso. Zostali podporządkowani niemieckiemu LXXV Korpusowi. Front nie był obsadzony w linii ciągłej, lecz punktowo (umocnionymi pozycjami). Do starć zbrojnych z Francuzami dochodziło głównie podczas patroli bojowych. Występowały duże trudności w zaopatrzeniu wojsk. Z powodu silnego mrozu dużo żołnierzy doznało różnego rodzaju odmrożeń. Wielu było też chorych. 18 grudnia Francuzi postanowili przetestować włoską linię obronną. Atak przeprowadził batalion piechoty, ale został zmuszony do odwrotu. 21 grudnia w rejonie Traversette zaatakowała bez skutku francuska brygada górska. Ponowiła natarcie 8 stycznia 1945 r., ale ponownie została odrzucona. Pod koniec stycznia zaatakował francuski batalion piechoty. Udało mu się zając kilka umocnionych punktów obronnych i wedrzeć się we włoską obronę, ale w wyniku ostrzału artyleryjskiego i kontrataku musieli się wycofać. Kolejny atak miał miejsce dopiero 23 marca. Francuski batalion wspierała ciężka artyleria. Włosi zostali zmuszeni do odwrotu na linię Roc de Ballaface-Rutor. Kontratakiem odzyskali jednak większość utraconych pozycji (jedynie bez Roc Noir). Francuzi stracili ok. 300 ludzi, zaś Włosi ok. 90. Po przełamaniu przez wojska alianckie Linii Gotów i wdarciu się na Nizinę Padańską strona francuska podjęła próbę przełamania włoskiej linii obrony. 10 kwietnia rozpoczęła atak, w wyniku którego zdobyła po ciężkich walkach Roc de Ballaface. Jednakże Włosi odzyskali miejscowość, utrzymując ją do 29 kwietnia. 22 kwietnia zaatakował bezskutecznie francuski batalion piechoty wsparty przez artylerię. Ostatnie natarcie miało miejsce w rejonie Traversette w nocy z 27 na 28 kwietnia, ponownie bez skutku. 25 kwietnia większość Dywizji "Littorio" poddała się wojskom alianckim nad rzeką Po. Natomiast 4 pułk alpejski opuścił pozycje 29 kwietnia i poddał się Amerykanom.

## Skład organizacyjny
- dowództwo – d-ca płk (gen.) Tito Agosti
- DVK 181 (niemiecki sztab łącznikowy)
- 3 pułk piechoty
  - 103 kompania przeciwpancerna
- 4 pułk alpejski
  - alpejski batalion piechoty „Varese”
  - alpejski batalion piechoty „Bergamo”
  - alpejski batalion piechoty „Edolo”
  - 104 kompania przeciwpancerna
- 2 pułk artylerii
- 2 batalion rozpoznawczy
- 2 kompania przeciwpancerna
- 2 górski szturmowy batalion saperów
- 2 batalion łączności
- 2 batalion transportowy
- 102 batalion zapasowy „Littorio ”– d-ca ppłk Cremese
- 2 kompania medyczna
- 201 kompania medyczna
- pluton żandarmerii polowej